# Dagmar Schifferli
Dagmar Helga Cäcilia Schifferli (* 20. Februar 1951 in Zürich) ist eine Schweizer Schriftstellerin und Dozentin für Sozialpädagogik und Gerontologie.

## Leben und Wirken
Dagmar Schifferli wuchs in Zürich auf. Sie studierte nach der Matura Sozialpädagogik, Sonderpädagogik und Psychologie an der Universität Zürich und schloss das Studium mit dem Lizenziats-Grad ab. Nach einer Weiterbildung am MAZ Medienausbildungszentrum in Luzern verfasste sie als freie Mitarbeiterin journalistische Beiträge in einer Zürcher Tageszeitung. Zusätzlich erwarb sie in einem Nachdiplomstudiengang das Zertifikat in Interdisziplinärer Gerontologie. Nach dem Studium arbeitete sie als Geschäftsführerin des Verbandes für Erziehungsschwierige Kinder und Jugendliche (SVE), einer der Pro Infirmis angehörenden Organisation. Es folgten langjährige Tätigkeiten als Dozentin für Sozialpädagogik und Gerontologie an Fachhochschulen, Höheren Fachschulen und Berufsfachschulen.
Dagmar Schifferli ist Autorin von Romanen, Erzählungen und Kolumnen. Ihr erster Roman mit dem Titel Anna Pestalozzi-Schulthess. Ihr Leben mit Heinrich Pestalozzi erschien 1996. Das Buch stand viele Monate lang auf der Schweizer Bestsellerliste und führte die Autorin auf Lesereisen durch die Schweiz, Deutschland und die USA. Es folgten ein historischer Roman über Wiborada, zwei Briefeditionen und drei Erzählungen. 2018 erschien ihr Roman Wegen Wersai und 2022 als Fortsetzung Meinetwegen. Meinetwegen ist ein Roman über eine 17-jährige Straftäterin, der als Monolog  abgefasst ist. Er belegte im September 2022 bei Literatur des Monats – Ran ans Buch bei Radio 889fmkultur.de aufgrund seiner innovativen Erzählform den ersten Platz. 2024 folgte das dritte Buch der Trilogie über die Protagonistin Katharina Wendel mit dem Titel Auch Fische können ertrinken. 
In ihren Romanen und Erzählungen thematisiert sie unter anderem die Herausforderungen, denen sich Frauen zwischen Erwerbstätigkeit, Hausarbeit und Kindererziehung stellen müssen, aber auch das Konfliktpotential zwischen alten und jungen Menschen.
Dagmar Schifferli ist Mitglied des Verbandes Autorinnen und Autoren der Schweiz. Sie erhielt zahlreiche Werkbeiträge von Stiftungen sowie von öffentlich-rechtlichen Institutionen.

## Werke (Auswahl)

### Romane
• Auch Fische können ertrinken. Nagel    & Kimche, Zürich/München 2024, ISBN 978-3-312-01358-6.
- Meinetwegen. Nagel & Kimche, Zürich/München 2022, ISBN 978-3-7556-0010-7.
- Wegen Wersai. Rüffer & Rub, Zürich 2018, ISBN 978-3-906304-38-0.
- Leben im Quadrat. Edition 8, Zürich 2014, ISBN 978-3-85990-221-3.
- Wiborada. Pendo Verlag, Zürich 1998, ISBN 3-85842-324-6.
- Anna Pestalozzi-Schulthess. Ihr Leben mit Heinrich Pestalozzi. Pendo Verlag, Zürich 1996, ISBN 3-85842-294-0.

### Briefeditionen
- mit Brigitta Klaas Meilier: «... das ganze Herz deiner Mutter.» Betsy Meyer-Ulrich. Ihre Briefe an Betsy und Conrad Ferdinand Meyer. Pendo Verlag, Zürich 1998, ISBN 3-85842-329-7.
- mit Brigitta Klaas Meilier: «Meine getreue Schulthess.» Aus dem heimlichen Briefwechsel zwischen Anna Schulthess und Heinrich Pestalozzi. Werd Verlag, Zürich 1996, ISBN 3-85932-199-4.

### Erzählungen
- Frühstücksgedanken. In: Voll im Wind. Geschichten von A wie Altersheim bis Z wie Zwetschgenschnaps. Blaukreuz Verlag, Bern 2020, ISBN 978-3-85580-549-5.
- Scherenschnitte. In: Alois und Auguste. Verlag Huber, Frauenfeld 2009.
- Verwandte Gefühle. Edition k&s, Zürich 2002, ISBN 3-905087-32-4.

### Sachbücher und -texte
- Die Demenzerkrankung als literarisches Thema. In: Irene Bopp-Kistler (Hrsg.): Demenz. Fakten, Geschichten, Perspektiven. Verlag Rüffer & Rub, Zürich 2016, ISBN 978-3-907625-90-3.
- Demenz in anderen Kulturen. In: Irene Bopp-Kistler (Hrsg.): Demenz. Fakten, Geschichten, Perspektiven. Verlag Rüffer & Rub, Zürich 2016, ISBN 978-3-907625-90-3.
- Wie war es wirklich? In: SchreibArt. Schwabe Verlag, Basel 1999.
- Dhouda: Handbuch für meinen Sohn Wilhelm. In: Pädagogische Rundschau. Nummer 3/1993, ISSN 0030-9273.